# Quartet (Ultravox-Album)
Quartet (dt. Quartett) ist das sechste Studioalbum der britischen Band Ultravox. Es erschien am 15. Oktober 1982 bei Chrysalis Records und wird dem Genre New Wave zugerechnet.
Ein gleichnamiges Doppelalbum wurde am 24. Februar 2009 als Remastered Definitive Edition veröffentlicht. Es enthält neben einer remasterten Version des Originalalbums auf der ersten CD eine zweite CD mit einigen B-Seiten der Singleveröffentlichungen, Livemitschnitten und vormals unveröffentlichten Songs.

## Entstehungsgeschichte
Nach der Zusammenarbeit mit Conny Plank bei der Produktion der drei Vorgängeralben strebte Ultravox eine Weiterentwicklung des Sounds an. Nachdem sich das Interesse zunächst auf Chris Thomas und Chris Hughes konzentriert hatte, fiel die Wahl schließlich auf George Martin. Martin produzierte zusammen mit Pete Townshend das erste einer Reihe von Konzerten für die Prince’s Trust Rock Gala im Londoner Dominion Theatre, das am 21. Juli 1982 stattfand. In der All-Star-Band spielte Ure neben Townshend Gitarre und lernte Martin kennen. Von der Verpflichtung des früheren Produzenten der Beatles versprach sich die Band nach Erfolgen in Europa und Asien neben stilistischen Änderungen einen kommerziellen Durchbruch in den Vereinigten Staaten. Im Gegensatz zu Plank kümmerte sich Martin zusammen mit seinen Tontechnikern Geoff Emerick und Jon Jacobs nicht nur um die technischen Aspekte der Klangerzeugung, sondern auch um die Arrangements der Songs. Das Album wurde im Juni und Juli 1982 in etwa vier Wochen in den Londoner AIR Studios aufgenommen und im Juli und August in der Zweigstelle auf der Karibikinsel Montserrat fertiggestellt, abgemischt und digital gemastert. Es wurden bis zu fünf Multitrackbänder mit jeweils 24 Spuren verwendet, so dass für den Mix insgesamt bis zu 120 Spuren zur Verfügung standen. Der technologische Fortschritt erlaubte die Anfertigung mehrerer Remix-Versionen, die unter anderem als sogenannte Extended Version auf Maxi-Singles veröffentlicht wurden.

## Covergestaltung
Die Firma des britischen Grafikdesigners Peter Saville übernahm die gesamte künstlerische Gestaltung vom Entwurf der Album- und Single-Cover über die Ausstattung der Musikvideos bis zum Aufbau des Bühnenbildes für die Liveauftritte der Band. Das Konzept beruht auf einem Gebäude im Stil altitalienischer Baukunst mit postmodernen Elementen. Passend zum Albumtitel ist das Bauwerk aus vier nebeneinander angeordneten Perspektiven zu sehen: Grundriss, Kreuzriss, Aufriss und axonometrisch. Die Zeichnung stammt von dem bei Peter Saville Associates angestellten Grafiker Ken Kennedy, der auch das Cover für das Orchestral-Manoeuvres-in-the-Dark-Album Dazzle Ships zeichnete. Sie wurde von dem Maler Bill Philpott koloriert. Die Rückseite des Album-Covers mit der Titelaufzählung zeigt im Hintergrund eine ergänzende schematische Darstellung. Der Schriftzug Quartet auf der Vorderseite basiert auf der Schriftart Perpetua Titling Light und unterstreicht den klassischen Architekturansatz.
Auf den Hüllen der beiden zuerst ausgekoppelten Singles Reap the Wild Wind und Hymn wird das Konzept in Form von Gebäudefragmenten fortgeführt. Auf dem Cover von Hymn findet man zudem Symbole der Freimaurerei, darunter Winkel, Zirkel, Sonne, Mond sowie einen angedeuteten Strahlenkranz.
Die als Monument bezeichnete Leitidee wurde später Namensgeber für die Welttournee, das zugehörige Livealbum und einen instrumentalen Studiosong auf diesem Album. Der steingraue Hintergrund des Album-Covers, zunächst für die Langspielplatte mit einem marmorierten Effekt, für spätere Auflagen ohne diesen Effekt, schlug sich im gesamten Bühnenbild der Tournee nieder. Nicht nur der Bühnenaufbau einschließlich der dem Cover nachempfundenen Gebäudefassade im Hintergrund waren in Grau gehalten, sondern auch fast alle Instrumente wurden für die Tournee grau gefärbt. Durch Beleuchtung mit unterschiedlichen Farben nahm das Grau die jeweilige Farbe an. Dieser Effekt ist auf einem Mitschnitt der Konzerte im Londoner Hammersmith Odeon von Anfang Dezember 1982 dokumentiert, den die Band 1983 parallel zum Livealbum als 31-minütige VHS-Ausgabe und 2009 zusammen mit dem Livealbum im DVD-Format als Remastered Definitive Edition veröffentlichte.

## Instrumentierung
Für das Album verwendete Ultravox erstmals Instrumente mit digitaler Klangsynthese. Die Neuerwerbungen umfassten den in Deutschland von Palm Productions hergestellten PPG Wave 2.2 mit Wavetables und integriertem Sequenzer sowie den E-mu Emulator des US-amerikanischen Unternehmens E-mu Systems, einen der ersten kommerziell erhältlichen Sampler. Hinzu kam der auf Grundlage der FM-Synthese arbeitende Yamaha GS1 als Wegbereiter für den 1983 vorgestellten Yamaha DX7, den die Band unter anderem bei Livekonzerten der beiden Folgealben einsetzte.

## Titelliste
1. Reap the Wild Wind – 3:49
2. Serenade – 5:05
3. Mine for Life – 4:46
4. Hymn – 5:46
5. Visions in Blue – 4:41
6. When the Scream Subsides – 4:20
7. We Came to Dance – 4:14
8. Cut and Run – 4:19
9. The Song (We Go) – 3:58

Die Remastered Definitive Edition enthält auf der zweiten CD:
1. Reap the Wild Wind (Extended Version) – 4:44
2. Hosanna (in Excelsis Deo) – 4:22
3. Monument – 3:13
4. The Thin Wall (Recorded Live at Hammersmith Odeon, Oktober 1981) – 5:54
5. Break Your Back – 3:24
6. Reap the Wild Wind (Recorded Live at Hammersmith Odeon, Dezember 1982) – 4:02
7. We Came to Dance (Extended Version) – 7:35
8. Overlook – 4:03
9. The Voice (Flexi-Disc Edit) (Recorded Live at Hammersmith Odeon, Dezember 1982) – 4:34
10. Serenade (Special Remix) – 6:02
11. New Europeans (Recorded Live at Hammersmith Odeon, 5. Dezember 1982) – 4:18
12. We Stand Alone (Recorded Live at Hammersmith Odeon, 5. Dezember 1982) – 5:33
13. I Remember (Death in the Afternoon) (Recorded Live at Hammersmith Odeon, 5. Dezember 1982) – 6:24

## Musikvideos
Die Musikvideos zu den vier veröffentlichten Singles realisierten Midge Ure und Chris Cross zum ersten Mal in Eigenregie. Reap the Wild Wind („Den Sturm ernten“, nach dem Bibelvers aus Hosea 8,7) verknüpft zwei Handlungsstränge. Zum einen errichten die vier Musiker mithilfe von Konstruktionsplänen ein Monument in Anlehnung an das Album-Cover, während sie gleichzeitig – ergänzt durch Dokumentaraufnahmen aus dem Ersten und Zweiten Weltkrieg – als Fliegerhelden dargestellt werden. Die zweite Singleauskopplung Hymn („Loblied“) greift die Schlusssequenz des ersten Videos auf und zeigt die Bandmitglieder zunächst in unterschiedlichen Rollen bei der erfolglosen Ausübung ihrer jeweiligen Berufe. Ein dubioser Vertragspartner, gespielt vom britisch-schweizerischen Schauspieler Oliver Tobias, verspricht nach der Unterzeichnung einer entsprechenden Vereinbarung schnellen Aufstieg. Vordergründig ähnelt der Songtext in Wortwahl und Duktus einem Glaubensbekenntnis. Die Verwendung faustischer Motive im Film legt hingegen die Interpretation eines Teufelspaktes nahe, der vom Ruhm zum Untergang führt. Das Video zu Visions in Blue kombiniert Liveaufnahmen mit zum Teil freizügigen Inhalten und wurde deshalb von der BBC vor der Ausstrahlung gekürzt. Die unzensierte Originalversion ist auf der ersten VHS-Ausgabe der Kompilation The Collection aus dem Jahr 1984 und der 2009 veröffentlichten DVD The Very Best of enthalten. We Came to Dance erzählt eine tragisch endende Liebesgeschichte in einem fiktiven kommunistischen Land in Fernost.

## Tournee
Vier Wochen nach der Veröffentlichung des Albums begann die Quartet World Tour, die zunächst bis Ende 1982 durch Irland und Großbritannien führte. Anfang des Folgejahres kamen Auftritte in Deutschland und anderen europäischen Ländern hinzu. Weitere Konzerte fanden im April und Mai 1983 in den Vereinigten Staaten sowie Japan statt. Danny Mitchell und Colin King unterstützten als Messengers die Band bei der Instrumentierung und den Backing Vocals.
Wegen des Bühnenbildes wurde die Tournee auch als Monument-Tour bezeichnet.

## Rezeption

### Kritiken
Die Presse nannte Ultravox „die führenden Vertreter der elektronisch aufbereiteten Rockmusik“. Dave Thompson von Allmusic vergibt in seiner Bewertung 3 von 5 Punkten und attestiert dem Album eine „Bedeutungsschwere“ zwischen „Nostalgie“ (Reap the Wild Wind), „Glaube“ (Hymn), „Klage“ (Visions in Blue) und „Angst“ (When the Scream Subsides, Cut and Run). In einer „von Fashion Victims und Oberflächlichkeit“ geprägten Bewegung pralle Ultravox an dem „von ihnen erschaffenen Frankenstein“ ab. Die Musikszene besitze am Beispiel von Serenade und We Came to Dance die „erschreckende Eigenschaft, sowohl dionysische Hingabe als auch militaristische Konformität freizusetzen“. Auf der anderen Seite sei man durch „zum Fußwippen einladende Rhythmen“, „wabernde Synthesizer“ und „aufweckende Melodien“ geneigt, die Düsternis in den Themen der Band zu vergessen.
Bei der jährlichen Umfrage des britischen Musikmagazins Record Mirror für 1982 belegte das Album den zehnten Platz. Die Musikvideos zu Hymn und Reap the Wild Wind erreichten die Plätze drei und vier, während Ultravox als Band auf Platz sechs kam. In allen drei Kategorien siegte jeweils Duran Duran, deren im Mai 1982 veröffentlichtes Album Rio sowie die Musikvideos zu Save a Prayer und Rio.

### Chartplatzierungen
Das Album erreichte in Großbritannien Platz sechs, in Deutschland Platz 13 und in den USA Platz 61 der Albumcharts. Es erhielt in Großbritannien am 6. Dezember 1982 Gold-Status für mehr als 100.000 verkaufte Tonträger.
Aus dem Album wurden insgesamt vier Singles ausgekoppelt: Reap the Wild Wind am 16. September 1982 (vor der Veröffentlichung des Albums), Hymn am 19. November 1982, Visions in Blue am 11. März 1983 und We Came to Dance am 18. April 1983. Das religiös gefärbte Hymn erreichte als insgesamt erfolgreichste Auskopplung mit Position neun die zweitbeste Chartplatzierung aller Ultravox-Singles in Deutschland. Reap the Wild Wind konnte sich als einzige Single der Band in den US-amerikanischen Billboard Hot 100 platzieren (71.).

### Auszeichnungen für Musikverkäufe
| Land/Region                  | Auszeichnungen für Musikverkäufe (Land/Region, Auszeichnung, Verkäufe) | Verkäufe |
| ---------------------------- | ---------------------------------------------------------------------- | -------- |
| Vereinigtes Königreich (BPI) | Gold                                                                   | 100.000  |
| Insgesamt                    | 1× Gold ·                                                              | 100.000  |